# Ева Бем
Éва Бем (пол. Ewa Maria Bem-Sibilska; *23 лютого 1951, Варшава, Польща) — польська естрадна співачка.

## Біографія

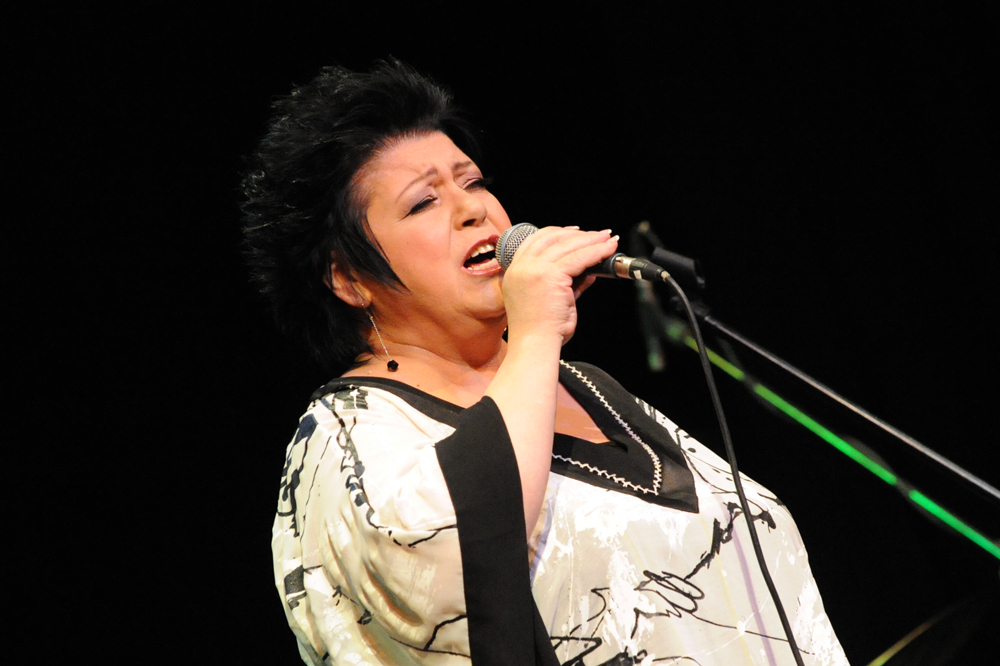
Виступ на бенефісі Томаша Шукальського у Варшаві. 21 листопада 2010 р.

Ева Бем народилася в сім'ї піаніста. Всі її брати та дядьки з материного боку були музиканти. Обидві бабусі свого часу закінчили консерваторію. Ева здобула освіту в гімназії та ліцеї імени Стефана Баторія у Варшаві.
Виступати як співачка почала 1969 року в молодіжному клубі «Стодола». Тоді вона була учасниця молодіжного блюзового гурту «Блюзелка». У 1970-му вона солістка квартету Збіґнева Зайферта. Того ж року Ева Бем стала вокалісткою групи «Бемібек» (потім цю назву змінили на «Бемібем») й у складі цієї групи виступила на міжнародному джазовому фестивалі у Варшаві «Jazz Jamboree». З 1979-го по 1981 рік жила в Норвегії, де разом зі своїм гуртом співала в ресторанах готелів.
Співпрацює з польськими джазовими музикантами (Анджей Яґодзинський — незмінний піаніст-акомпаніатор, Генрик Міськевич, Ян Врублевський, Збіґнев Веґегаунт, Казимеж Йонкіш та інші) і з польськими оркестрами («Kukla Band» Зиґмунта Кукли, «Jazz Orchestra» Мацея Павловського). Співпрацює також і з гітаристом Яном Борисевичем і оперною співачкою Малґожатою Валевською.
Гастролювала за кордоном, зокрема на Кубі, в США, Канаді, Індії, Австралії (1986), Арабських Еміратах Туреччині та СРСР, а також у Великій Британії (1985), Швеції, Данії, Португалії, Чехословаччині, Югославії, Болгарії та інших європейських країнах. Особливо довге турне було 1983 року в Кенії — шість тижнів.
Ева Бем виступила в Народному театрі (Варшава) в інсценізації «Декамерона». Була головою журі в телепрограмі каналу TVN Droga do gwiazd — «Дорога до зірок». Також брала участь у програмі телеканалу TV2 Co nam w duszy gra — «Що нам у душі грає». Зокрема, виконала пісню з фільму «Касабланка».
Співачка також пише тексти своїх пісень. Зокрема, в альбомі «Какаду» всі 13 пісень — на її слова.
1977-го Ева Бем вийшла вдруге заміж — за Ришарда Сібільського, з яким познайомилась у 1981 році. У подружжя є дві дочки — Памела (1978 р. н.) і Ґабрієла 1995 р. н.)

## Нагороди і відзнаки
- 1971 — Перша премія на Студентському джазовому фестивалі «Джаз над Одрою» (Вроцлав)
- 1971 — Премія від журналістів на Вітчизняному фестивалі польської пісні в Ополе
- 1971 — Перша премія на «Люблінських зустрічах джазових вокалістів»
- 1975 — Стипендія Польської джазової спілки
- 1977 — Перша премія на конкурсі Третьої програми Польського радіо за пісню Dzień dobry, Mr. Blues — «Добридень, містере Блюз»
- 1978 — Перша премія на конкурсі Третьої програми Польського радіо за пісню Każdy as bierze raz — «Кожний туз б'є один раз»/«Кожний ас бере один раз»
- 1979 — Перша премія за результатами опитування радіо «Studio Gama» за пісню Żyj kolorowo («Живи барвисто»), виконану на Вітчизняному фестивалі польської пісні в Ополе
- 1980 — Друга премія на концерті Premiery («Прем'єри») за пісню Z tobą, bez ciebie — «З тобою, без тебе», виконану на Вітчизняному фестивалі польської пісні в Ополе
- 1983 — Вокалістка року за опитуванням читачів видання Jazz Forum
- 1984 — Вокалістка року за опитуванням читачів видання Jazz Forum
- 1986 — Відзнака на Вітчизняному фестивалі польської пісні в Ополе за пісню Gram o wszystko — «Граю ва-банк»
- 1986 — Вокалістка року за опитуванням читачів видання Jazz Forum
- 1987 — Відзнака на Вітчизняному фестивалі польської пісні в Ополе за пісню Miłość to wielki skarb — «Кохання — це великий скарб»
- 1987 — Вокалістка року за опитуванням читачів видання Jazz Forum
- 1989 — Відзнака на Вітчизняному фестивалі польської пісні в Ополе за пісню W poczekalni życia — «У приймальні життя»
- 2001 — Премія «Фридерик» у категорії «Вокалістка року»
- 2001 — Премія «Фридерик» у категорії «Альбом року» за альбом Mówię — tak, myślę — nie — «Кажу — так, думаю — ні»
- 2008 — Премія «Золота платівка» за альбом «Какаду»

## Дискографія
- Bemibek (1972) — «Бемібек»
- Bemowe Frazy (з групою «Бемібем»), (1974) — «Бемові фрази»
- Ewa Bem (1980) — «Ева Бем»
- Ewa Bem & Swing Session: Be a Man (1981) — «Ева Бем і свінґ-сешн: будь людиною»
- Ewa Bem Loves The Beatles (1984) — «Ева Бем любить бітлів»
- Dla ciebie jestem sobą (з Мареком Блізинським) — «Для тебе я є собою»
- I co z tego dziś masz (1986) — «І що тобі нині з того?»
- Methamorphosis (з Бернардом Кавкою) (1989) — «Methamorphosis»
- Ten najpiękniejszy świat (з Бернардом Кавкою) (1989) — «Цей найгарніший світ»
- Dziennik mojej podróży (з групою «Бемібем»), (1993) — «Журнал моєї подорожі»
- Żyj kolorowo (1993) — «Живи барвисто»
- Kolęda na cały rok (1994) — «Колядка на весь рік»
- Bright Ella's Memorial (1997) — «Bright Ella's Memorial», «Пам'ять по осяйній Еллі»
- Podaruj mi trochę słońca (1999) — «Подаруй мені трохи сонця»
- Mówię — tak, myślę — nie (2001) — «Кажу — так, думаю — ні»[6]
- Ewa, Ewa (2004) — «Ева, Ева»[6]
- Kakadu (2007) — «Какаду»

### Хіти Еви Бем
| Рік  | Назва                                                | Найвище місце |
| Рік  | Назва                                                | LP3           |
| ---- | ---------------------------------------------------- | ------------- |
| 1984 | I co z tego masz — «І що тобі з того?»               | 33            |
| 1995 | Kiedy zima się zaczyna — «Коли починається зима»     | 46            |
| 2000 | SMS-y — «Есемески»                                   | 12            |
| 2002 | Jak człowiek uparty — «Коли хтось упертий…»          | 8             |
| 2002 | Mówię — tak, myślę — nie — «Кажу — так, думаю — ні»  | 12            |
| 2002 | Wszystkiego najlepszego — «Усього найкращого»        | 11            |
| 2004 | Moda na niemiłość — «Мода не кохати»                 | 12            |
| 2007 | Kocham i nie kocham cię — «І кохаю, і не кохаю тебе» | 35            |
| 2008 | Por favor — «Por favor»/«Будь ласка»                 | 48            |
| 2008 | To cześć — «То бувай»                                | 50            |

## Фільмографія
- 1980 — Miś — фільм «Ведмедик», виконання пісні Lulajże mi, lulaj — «Люляй же, люляй»)
- 1982 — Orinoko — фільм «Оріноко», виконання пісні
- 1985 — Телеконцерт Śpiewa Ewa Bem — Piosenki Jeremiego Przybory i Jerzego Wasowskiego w wykonaniu Ewy Bem — «Співає Ева Бем. Пісні Єремії Пшибори і Єжи Васовського у виконанні Еви Бем»
- 1989 — Ten Najpiękniejszy Świat – Ewa Bem śpiewa piosenki dla dzieci (Artystyczne/estradowe widowisko, 41 min, Polska, TVP; muzyką Jerzy  Wasowskiego, reż. Grzegorz Styla) — «Це найкрасивіший світ. Ева Бем співає пісні для дітей» (музична телевистава, музика Єжи Васовського)
- 2000 — Телесеріал Miasteczko — «Містечко», виконання пісні